# ザ・バーザーカー (バンド)
ザ・バーザーカー (The Berzerker) は、1995年オーストラリアのメルボルンで結成されたインダストリアル・デスメタルバンドである。マシンを使用して作った高速ブラスト・ビートが特徴。

## 略歴
2000年、1枚目のアルバム『THE BERZERKER』を発売する。LIVE時には不気味なマスクを被るなどビジュアル的にも凝る。
2002年、2枚目のアルバム『Dissimulate』をリリースする。
2003年から2004年にかけてVaderやImmolation、OriginらとUSツアーを行い、その後イギリスではヘッドライン・ツアーを行う。これらのツアーはDVD『Principles and Practices of the Berzerker』に収録され、2004年にリリースされる。この頃、バンドはマスクを取ることに決め、その後マスクをつけることがなくなる。
2005年3枚目のアルバム『World Of Lies』をリリースする。イギリスに移り住み、アルバムは約1週間で録り終えた。
2007年4枚目のアルバム『ANIMOSITY』をリリース。スピードとブルータリティが評判を呼び、このアルバムがThe Berzerkerの名を更に広める結果となる。
2008年5枚目のアルバム『The Reawakening』リリースする。
2010年解散。

## メンバー

### ツアーメンバー
- Luke Kenny (ボーカル)
- Todd Hansen (ドラムス)
- Damien Palmer (ベース)
- Ed Lacey (ギター)
- Martin Bermheden (ギター)
- Tim Aldridge (ギター)

### レコーディングメンバー
- Luke Kenny (ボーカル)
- Jason V (ギター)/(ベース) (The Berzerker, World of Lies, Animosity)
- Sam Bean (ギター)/(ベース) (The Berzerker, Dissimulate, World of Lies)
- Ed Lacey (ギター)/(ベース) (The Berzerker, World of Lies, The Reawakening)
- Adrian (ギター)/(ベース) (World of Lies)
- Matt Wilcock (ギター) (Dissimulate)
- Gary Thomas (ドラムス) (Dissimulate)

### 過去のメンバー
- Sam blank (ベース)
- David Gray (ドラムス)
- Matt Wilcock (ギター)
- Gary Thomas (ドラムス)
- Filip Rutherfurd (ドラムス)

## ディスコグラフィー

### オリジナルアルバム
- The Berzerker (2000)
- Dissimulate (2002)
- World of Lies (2005)
- Animosity (2007)
- The Reawakening (2008)

### ライブアルバム
- The Berzerker - Live And Rare (2000)

### EP
- Archie Campbell (Website EP - 4 mp3 tracks) (1995)
- Full of Hate (EP) (1996)
- Inextricable Zenith (EP) (1998)
- Broken (EP) (2000)
- Animosity EP (2006)

### コンピレーション
- Demos 1998 (Special Release via their old Yahoo group) (2000)

### DVD
- The Principles and Practices of The Berzerker (DVD) (2004)